# Чмых, Николай Петрович
Николай Петрович Чмых (родился 22 августа 1956, Харьков, Украинская ССР, СССР) — бывший украинский автогонщик, член сборной команды СССР.
- Чемпион Украины по шоссейно-кольцевым гонкам.
- Председатель технического комитета Автомобильной Федерации Украины.
- Руководитель школы водительского мастерства «М-спорт».
- Технический директор команды XADO Motorsport.
- Мастер спорта СССР по автомобильному спорту.

## Биография
Окончил Харьковский автомобильно-дорожный институт (1979), по специальности — инженер-строитель. С 1979 по 1981 год служил в Советской армии, в автомобильном батальоне, командиром ремонтной роты. После службы в армии работал преподавателем в автошколе. В 1995 году организовал ООО М-спорт, которое занимается подготовкой спортивной техники принимающей участие в автогонках, а также воспитанием автогонщиков. Занимается техническим обеспечением украинской раллийной команды XADO Motorsport.

## Спортивные достижения
Чемпион Украины по шоссейно-кольцевым гонкам.
Призер Чемпионатов СССР по шоссейно-кольцевым гонкам (1983—1984).
Призёр международных соревнований по кольцевым гонкам в Чехии (1985—1987).
Призёр международных соревнований по горным гонкам «Альпийское-Дунайский Кубок» в Германии.
В 1990 году — принимал участие в международной серии «FORD-FIESA CUP» — шоссейные-кольцевые гонки.